# Berlijns voetbalkampioenschap 1901/02 (DFuCB)
In 1901/02 werd het elfde en laatste Berlijns voetbalkampioenschap gespeeld, dat georganiseerd werd door de Duitse voetbal- en cricketbond (DFuCB). De competitie was al enkele jaren verzwakt doordat enkele sterke teams de competitie verlaten hadden voor de rivaliserende competitie van de VBB. Nadat de competitie vorig jaar nog met tien clubs van start ging verschenen dit jaar slechts zeven clubs aan de aftrap. In december 1901 werden nog drie clubs uitgesloten en werden hun resultaten geschrapt. Onder hen bevond zich ook de viervoudige kampioen BFC Vorwärts 1890, die zich daarop bij de voorloper van de Markse voetbalbond aansloot. Berliner FC 1893 werd de laatste kampioen. Er zijn geen eindstanden meer bekend. De competitie werd samen met de voetbalbond opgedoekt.  